# Satyrus werang
Satyrus werang är en fjärilsart som beskrevs av Lang 1868. Satyrus werang ingår i släktet Satyrus och familjen praktfjärilar. Inga underarter finns listade.